# Vladímir Minorski
Vladímir Fiódorovitx Minorski (rus: Владимир Фёдорович Минорский; 17 de febrer de 1877 - 25 de març de 1966) fou un orientalista rus, conegut especialment per les seves contribucions a l'estudi de les històries kurda (com un dels més destacats kurdologistes del seu temps) i iraniana, així com de la seva geografia, literatura i cultura.

## Vida i carrera
Minorski va néixer a Kortxevà, al Districte de Konakovski de l'óblast russa de Tver, al nord-oest de Moscou, a la part superior del riu Volga, una ciutat ara submergida sota l'embassament d'Ivànkovo. Allí va aconseguir la medalla d'or de la IV Escola de Gramàtica. El 1896 va ingressar a la Universitat de Moscou per tal d'estudiar Dret, on es graduaria el 1900. Després va entrar a l'Institut Làzarev de Llengües Orientals, on va passar 3 anys preparant-se per a la carrera diplomàtica. Va fer el seu primer viatge a l'Iran el 1902, on va recollir material sobre el Ahl-i Haqq.
El 1903 va ingressar a la Ministeri d'Afers Exteriors rus, on serví de 1904 a 1908 a Pèrsia (ara Iran), per primera vegada en el Consolat General de Tabriz i després a la legació de Teheran, i el 1908-1912 a Sant Petersburg i Taixkent. El 1911, conjuntament amb la comissió de les Quatre Potències (britànica, russa, turca i persa), es va dur a terme una missió al nord-oest de Pèrsia per delimitar la frontera turcopersa, i també va publicar una monografia sobre la religió d'Ahl-i Haqq, per la qual va ser guardonat amb la Medalla d'or de la Secció d'Etnografia de la Societat Imperial de Ciències Naturals a Moscou.
Un dels manuscrits kurds més importants que va obtenir durant aquest període va ser El Forqan ol-Akhbar, per Hajj Nematollah, que més tard va escriure en "Etudes sur les Ahl-I Haqq, I.", Revue de l'Histoire des Religions, tom XCVII, No. 1, gener 1928, pp. 90–105. Els seus estudis a l'Iran també van proporcionar un material inestimable per al seu treball de 1915, Materiali dlya izutxeniya Vostoka (Materials per a l'Estudi del Medi), publicat pel Ministeri rus d'Afers Exteriors Imperial, Sant Petersburg.
De 1915 a 1917 va exercir com a encarregat de negocis a la legació russa a Teheran. En la mesura que la Revolució Bolxevic de 1917 feia problemàtica la seva tornada a Rússia, el 1919 es va traslladar a París, on va treballar a l'ambaixada de Rússia. Allà la seva experiència en assumptes de l'Orient Mitjà i el Caucas va ser útil durant els acords de pau de Versalles i Trianon.
El 1923 va començar a donar conferències sobre literatura persa a l'École nationale des langues orientales vivantes,, on posteriorment va ensenyar història turca i islàmica. El 1930 va ser nomenat Secretari Oriental de l'Exposició Internacional d'Art persa de 1931 a Burlington House, Londres, i el 1932 es va convertir en professor de persa a l'Escola d'Estudis Orientals i Africans (SOAS) de Londres. El 1933 es va convertir en professor de literatura i història persa a la Universitat de Londres, professor de persa el 1937, i el 1944 es va retirar. Durant la Segona Guerra Mundial, el SOAS havia evacuat el Christ's College de la Universitat de Cambridge, i allí els Minorski es van retirar a part d'un any (1948-1949) que va passar a la Universitat Fuad, El Caire.
El 1934 Minorski va ser un dels distingits participants en la celebració del Mil·lenari Ferdowsi a Teheran.
El 1960 Minorski va ser convidat per l'Acadèmia Soviètica de Ciències per assistir a la celebració del XXIII Congrés Internacional d'Orientalistes a Moscou. Després de la seva mort, i seguint les seves últimes voluntats, una urna funerària amb les seves cendres va ser traslladada a Moscou i va ser enterrada al cementiri de Novodévitxi, que estava reservat exclusivament per a artistes destacats, homes de lletres, compositors, acadèmics, etc.; la major part de la seva biblioteca personal va ser donada a Leningrad.
Minorski va rebre nombrosos honors durant la seva vida, incloent ser nomenat membre corresponent de l'Acadèmia Britànica, 1943, Membre Honorari de la Societat Asiàtica de París de 1946, i Doctor honoris causa per la Universitat de Brussel·les el 1948. És considerat una «autoritat» en l'estudi de la història geogràfica de Pèrsia, el Caucas i Àsia central, a més de ser un dels més destacats iranistes de la història i un expert en el poble kurd, fou autor d'obres com Studies in Caucasian History (1953), A History of Sharvān and Darband in the 10th-11th Centuries (1958) o Tadhkirat al-mulûk: A Manual of Safavid Administration (1943), a més de col·laboracions en l'edició de l'obra medieval Hudûd al-Alam, entre d'altres.